# Insel der Wiedergeburt

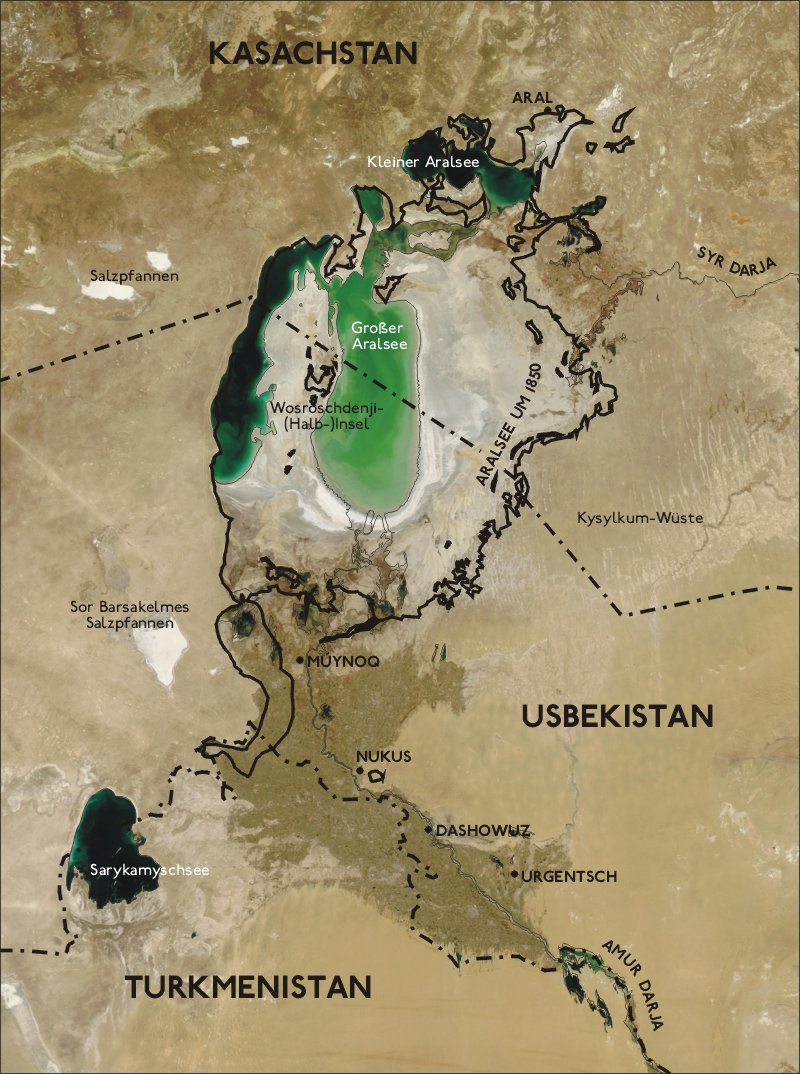
Bearbeitetes Satellitenbild (2004) des Aralsees mit der (Halb-)Insel der Wiedergeburt

Die Insel der Wiedergeburt (russisch Остров Возрождения/Ostrow Wosroschdenija) war eine Insel im Aralsee, die aufgrund von dessen Austrocknung 2002 erst zur Halbinsel und 2008 schließlich Teil des Festlandes geworden ist. Damit stellt sie kein erkennbares Landschaftsmerkmal mehr dar.

## Geschichte
Die Insel erhielt ihren Namen während einer russischen Expedition in den 1850er Jahren. Nach den häufigen administrativen Neuordnungen in Zentralasien gehörte die Insel seit 1936 zur sowjetischen Teilrepublik Usbekistan. Ab 1948 baute das sowjetische Militär in Kantubek ein Forschungslabor für biologische Waffen auf. Mit dem Ende der Sowjetunion wurde das Labor 1991 aufgelöst und Kantubek zur Geisterstadt.
Die ursprünglich relativ kleine Insel wuchs im Zuge der Verlandung des Aralsees seit den 1960er Jahren zusehends an und vervielfachte ihr Territorium, in erster Linie nach Süden zur usbekischen Küste hin, aber auch nach Westen und Osten sowie nach Norden bis über die im Aralsee verlaufende Grenze zu Kasachstan hinaus. Im Juni 2002 verband sich die Insel mit dem usbekischen Festland und formte eine 2005 bereits über 100 km breite Landverbindung.
Auf der Insel der Wiedergeburt, die Eigentum des sowjetischen Verteidigungsministeriums war, wurden ab 1936 chemische und bakteriologische Waffen getestet. Dadurch kam es zum Beispiel 1976 zu einem Massensterben von Fischen im Aralsee und 1988 starben binnen einer Stunde 50.000 Saiga-Antilopen, deren Körper mit Planierraupen beseitigt wurden. Bis 1991 wurden diese Vorfälle sowie das Labor geheim gehalten. Nach der Auflösung des Labors am 7. März 1992 blieben rostige, ungekennzeichnete Fässer mit Krankheitserregern wie Pest, Milzbrand und Pocken zurück. Auch heute noch ist der Boden der ehemaligen Insel milzbrandverseucht und es kommt in der Umgebung gelegentlich zu Fällen von Pest.
Aufgrund der starken Verseuchung in der Umgebung des ursprünglichen Forschungslabors der sowjetischen Behörde Biopreparat (u. a. mit Milzbrand-Erregern) wird befürchtet, dass auf der Insel der Wiedergeburt heimische Reptilien über die neu entstandene Landbrücke tödliche Krankheitserreger verbreiten könnten.

## Flächenzunahme

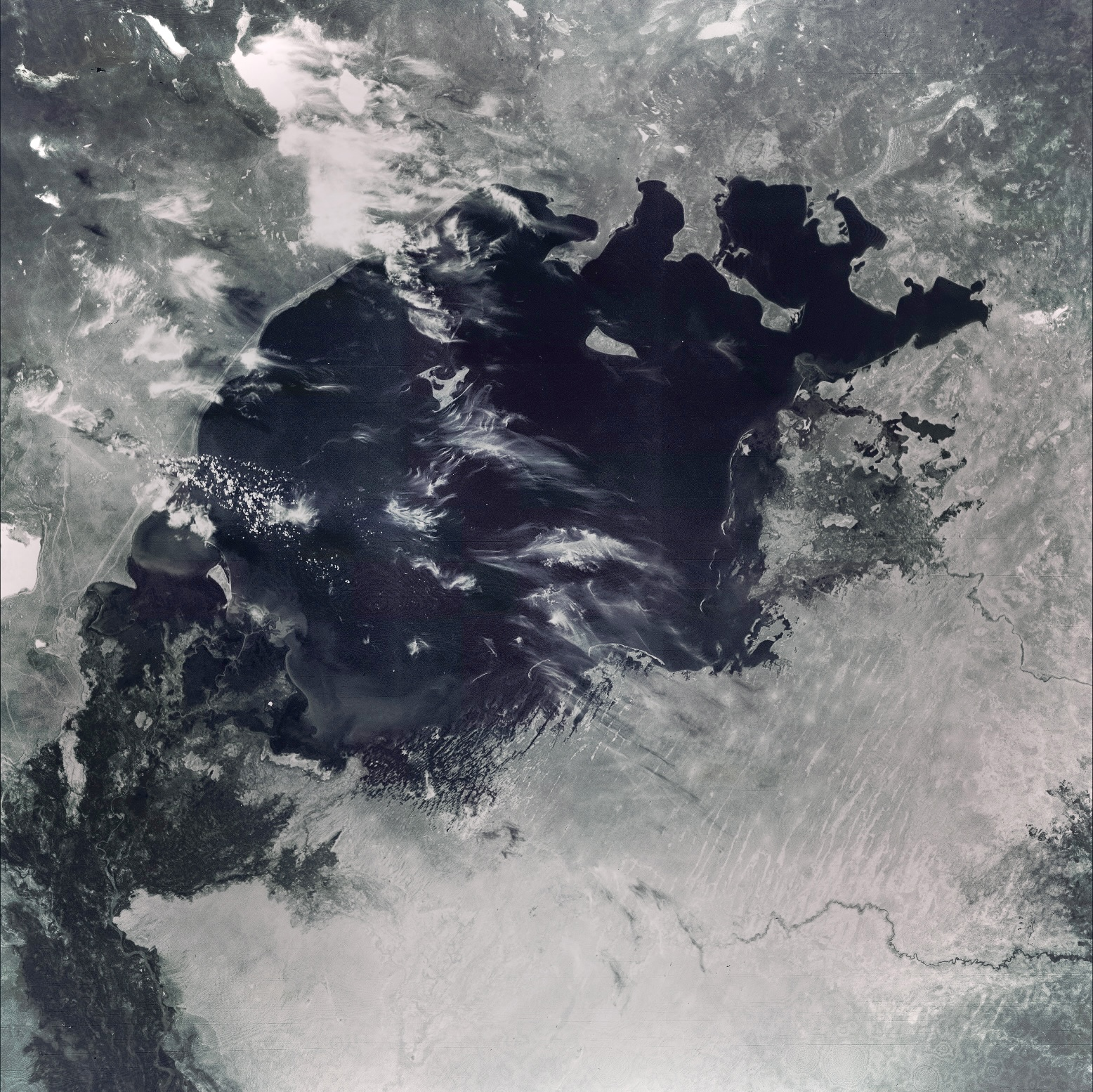
Der See 1964
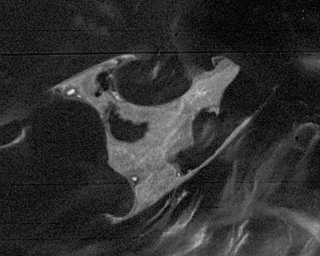
Die Insel im Jahr 1964 (Ausschnitt von links oberhalb der Bildmitte)
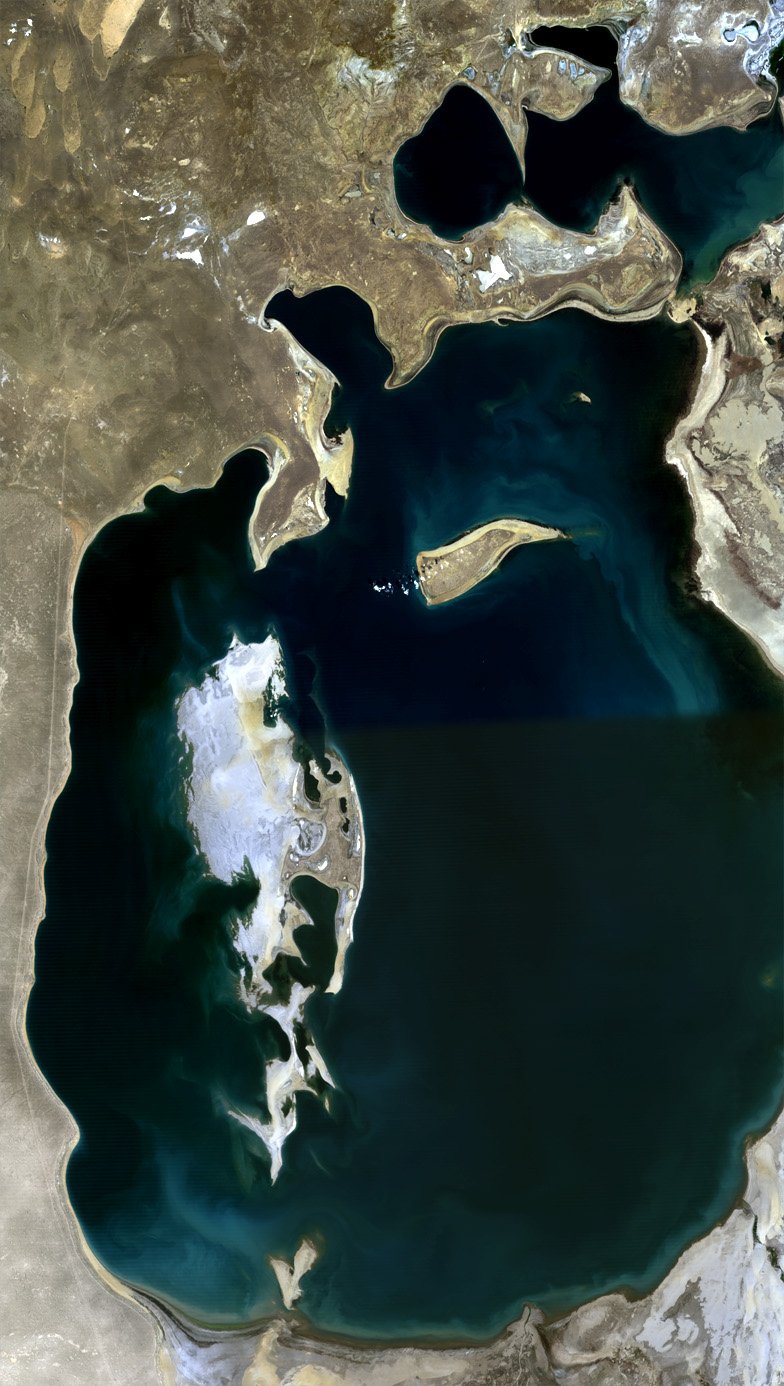
1989
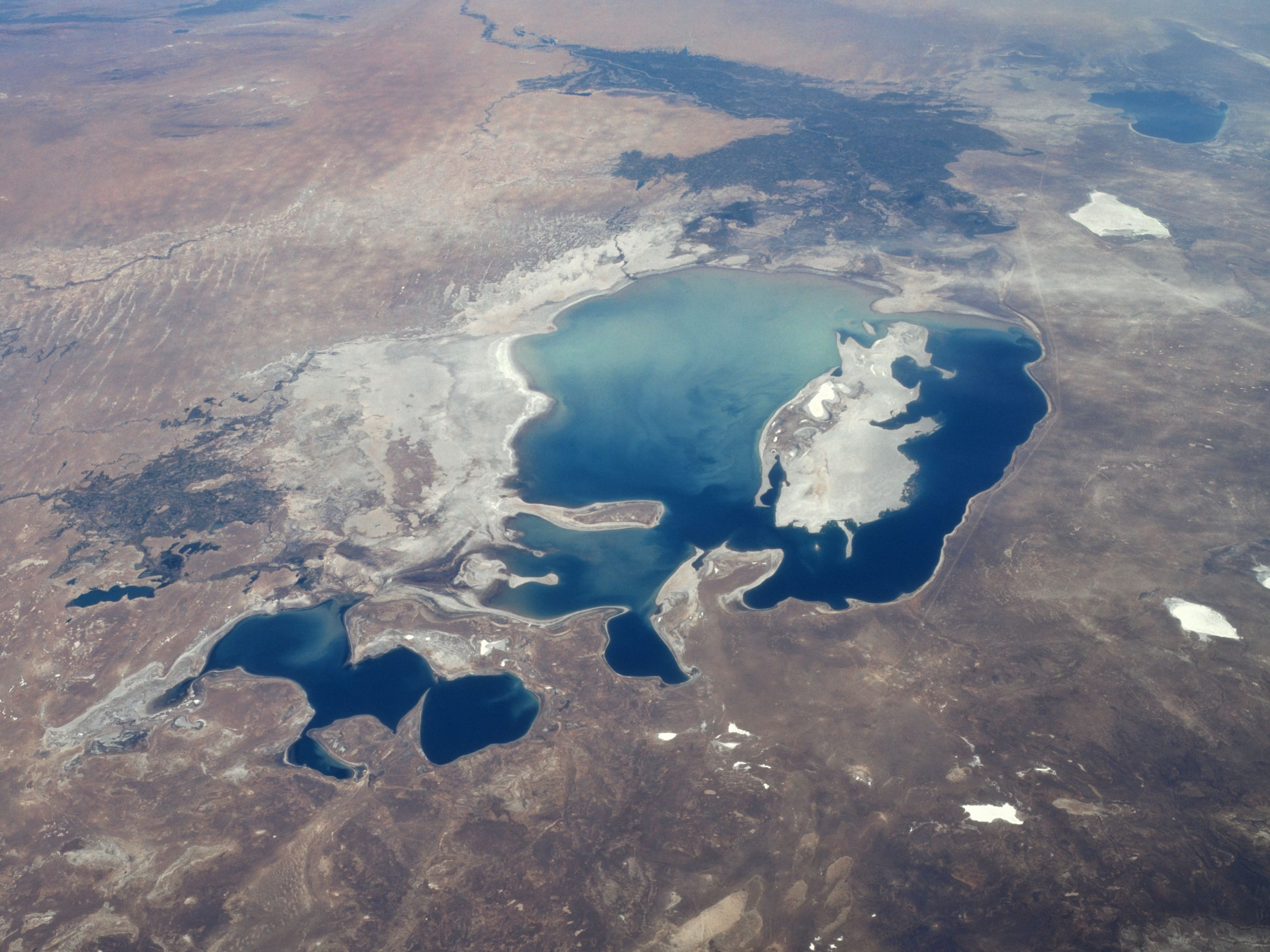
1997